# Resticula lestes
Resticula lestes är en hjuldjursart som beskrevs av Wulfert 1935. Resticula lestes ingår i släktet Resticula och familjen Notommatidae. Inga underarter finns listade i Catalogue of Life.